# Didymodon perrevolutus
Didymodon perrevolutus là một loài rêu trong họ Pottiaceae. Loài này được P. de la Varde mô tả khoa học đầu tiên năm 1958.